# Souveränes Fürstentum der Vereinigten Niederlande
Das Souveräne Fürstentum der Vereinigten Niederlande (niederländisch Souverein Vorstendom der Vereenigde Nederlanden) war ein kurzlebiges Fürstentum und der Vorläufer des Königreichs der Vereinigten Niederlande, zu dem es 1815 mit den südlichen Niederlanden (dem heutigen Belgien) vereinigt wurde. Das Fürstentum wurde 1813 ausgerufen, als die Sieger der Napoleonischen Kriege eine politische Neuordnung Europas entwarfen, die schließlich durch den Wiener Kongress festgeschrieben wurde.

## Proklamation
Nach der Befreiung der Niederlande von Frankreich durch preußische und russische Truppen im Jahr 1813 übernahm eine provisorische Regierung das Land. Es wurde von einem Triumvirat niederländischer Adliger, Frans Adam van der Duyn van Maasdam, Leopold von Limburg-Stirum und Gijsbert Karel van Hogendorp, geleitet. Dieses Triumvirat von 1813 übernahm am 20. November formell die Kontrolle über das befreite Land und erklärte einen Tag später das Fürstentum der Vereinigten Niederlande.
Es bestand Einigkeit darin, dass der neue niederländische Staat von Wilhelm von Oranien regiert werden sollte, dem Sohn des letzten Statthalters der Vereinigten Niederlande. Obwohl viele Mitglieder der provisorischen Regierung achtzehn Jahre zuvor geholfen hatten, seinen Vater zu vertreiben, waren sich die meisten ihrer führenden Mitglieder einig, dass es für die Niederländer besser wäre, Wilhelm selbst einzuladen, als ihn von den Alliierten einsetzen zu lassen. Auf Einladung des Triumvirats kehrte Wilhelm aus seinem Exil in England zurück. Er verließ die HMS Warrior und landete am 30. November 1813 am Strand von Scheveningen. Während das Triumvirat anbot, ihn zum König zu machen, lehnte Wilhelm dies ab und erklärte sich stattdessen am 2. Dezember zum Souveränen Fürsten der Vereinigten Niederlande. Er bestand auch auf „eine weise Verfassung“ für das befreite Land.

## Verfassung
Später in diesem Jahr wurde eine Kommission mit Sitz von Gijsbert Karel van Hogendorp zusammengestellt und mit der Ausarbeitung einer Verfassung beauftragt. Am 29. März 1814 traf sich in Amsterdam eine sogenannte „Versammlung der Notablen“, um für den endgültigen Entwurf zu stimmen. 474 der 600 Mitglieder dieser Versammlung erschienen, um abzustimmen, und nur 26 von ihnen, meist Katholiken, stimmten dagegen, was dazu führte, dass der Entwurf mit großer Mehrheit angenommen wurde. Die Verfassung, die über ein Jahr in Kraft sein sollte, führte eine zentralisierte Monarchie ein, in der der Fürst viel Macht innehatte, obwohl sie einige demokratische Elemente enthielt. Es wurden die Generalstaaten mit 55 Mitgliedern wiedereingeführt, die von den Ständeversammlungen der Provinzen gewählt wurden. Diese wurden wiederum von Städten, Land und Adel gewählt. Die Generalstaaten hatten das Initiativrecht und mussten alle Gesetzesvorschläge genehmigen oder ablehnen. Der Fürst konnte jedoch viele Angelegenheiten per Dekret regeln, was das Mitspracherecht der Generalstaaten stark einschränkte. Die Macht der Provinzen und Städte war im Vergleich zur niederländischen Republik erheblich eingeschränkt. Mehrere Grundrechte wurden aus der französischen Zeit übernommen. Die Verfassung enthielt Religionsfreiheit und es gab Bestimmungen über Strafverfolgung und -verfahren. Wilhelm wurde am 30. März von der Versammlung in der Neuen Kirche in Amsterdam offiziell als souveräner Fürst vereidigt.

## Wiedervereinigung
In den ehemaligen österreichischen Niederlanden, die 1794 von Frankreich erobert und 1795 annektiert wurden, machten die Alliierten ebenfalls schnelle Fortschritte. Die Zukunft des Landes war ungewiss. Die dreißig prominentesten Familien Brüssels äußerten den Wunsch, die alte österreichische Statthalterschaft wiederherzustellen. Österreich selbst bekundete jedoch wenig Interesse an einer Wiederaufnahme seiner Herrschaft. Daher teilten die Alliierten das Land in den geheimen Anhängen des Vertrags von Chaumont vorläufig dem neuen niederländischen Staat zu. Dies wurde im Vertrag von Paris vom 30. Mai 1814 weiter formalisiert, in dem Belgien am linken Ufer der Maas den (zukünftigen) Niederlanden zugeteilt wurde, während das Schicksal des rechten Uferbereichs später bestimmt werden sollte.
Wie dies strukturiert werden sollte, war jedoch noch zu entscheiden, während die Vertreter des belgischen Volkes im Februar in Chaumont gewisse Erwartungen geweckt hatten, die ebenfalls in irgendeiner Weise erfüllt werden mussten. Diese „losen Enden“ wurden in dem Protokoll behandelt, das als „Acht Artikel von London“ bekannt wurde. Durch diesen am 21. Juni 1814 unterzeichneten Vertrag erhielt Wilhelm die ehemaligen österreichischen Niederlanden. Am 1. August wurde er Generalgouverneur von Belgien, was zu einer Personalunion zwischen den nördlichen und südlichen Niederlanden führte. In jeder Hinsicht hatte Wilhelm das dreihundertjährige Streben des Hauses Oranien, die Niederlande zu vereinen, abgeschlossen.
Wilhelm versuchte daraufhin, die Zustimmung der (sorgfältig ausgewählten) Vertreter des belgischen Volkes zur niederländischen Verfassung zu erhalten, stieß jedoch auf den Widerstand derjenigen, die misstrauisch gegenüber Plänen waren, die Position der katholischen Kirche in diesen Provinzen zu untergraben. Dennoch wurde die Wiedervereinigung am 16. März 1815 abgeschlossen, als Wilhelm in Brüssel zum König der Vereinigten Niederlande gekrönt wurde.